# ロズリン駅 (LIRR)
ロズリン駅（英: Roslyn）とはロングアイランド鉄道のオイスターベイ支線の駅である。この駅はニューヨーク州ロズリンのリンカーン・アベニューとレイルロード・アベニューの交差点、ロズリン・ロードの西にある。

## 歴史
ロズリン駅は1865年に建設された。1882年、ロングアイランド鉄道はグレートネック駅とロズリン駅の間で旧フラッシング・アンド・ノース・サイド鉄道の本線を延伸しようとした。しかしこの計画は失敗し、代わりに1898年にその路線をポートワシントンまで延伸した。その間に、新しい貨物駅に対応するためにロズリン駅が1885年に移転され、同駅は1887年に改築された。1988年、ロズリン駅はリンカーン・アベニューの西側に移転され、近年its 19th-century originsに修復された。無料駐車場が駅の西側で使用可能である。

## 駅構造
| 1 | ■オイスターベイ支線 | ニューヨーク方面 （アルバートソン）   |
| 2 | ■オイスターベイ支線 | オイスターベイ方面 （グリーンベール） |

この駅は高床の単式ホームを2面有し、どちらも有効長は4両である。1番線に隣接する西側のプラットホームは通常南行きまたはニューヨーク行き列車が使用する。2番線に隣接する東側のプラットホームは通常北行きまたはオイスターベイ行き列車が使用する。オイスターベイ支線はこの場所では2線である。

## 外部リンク

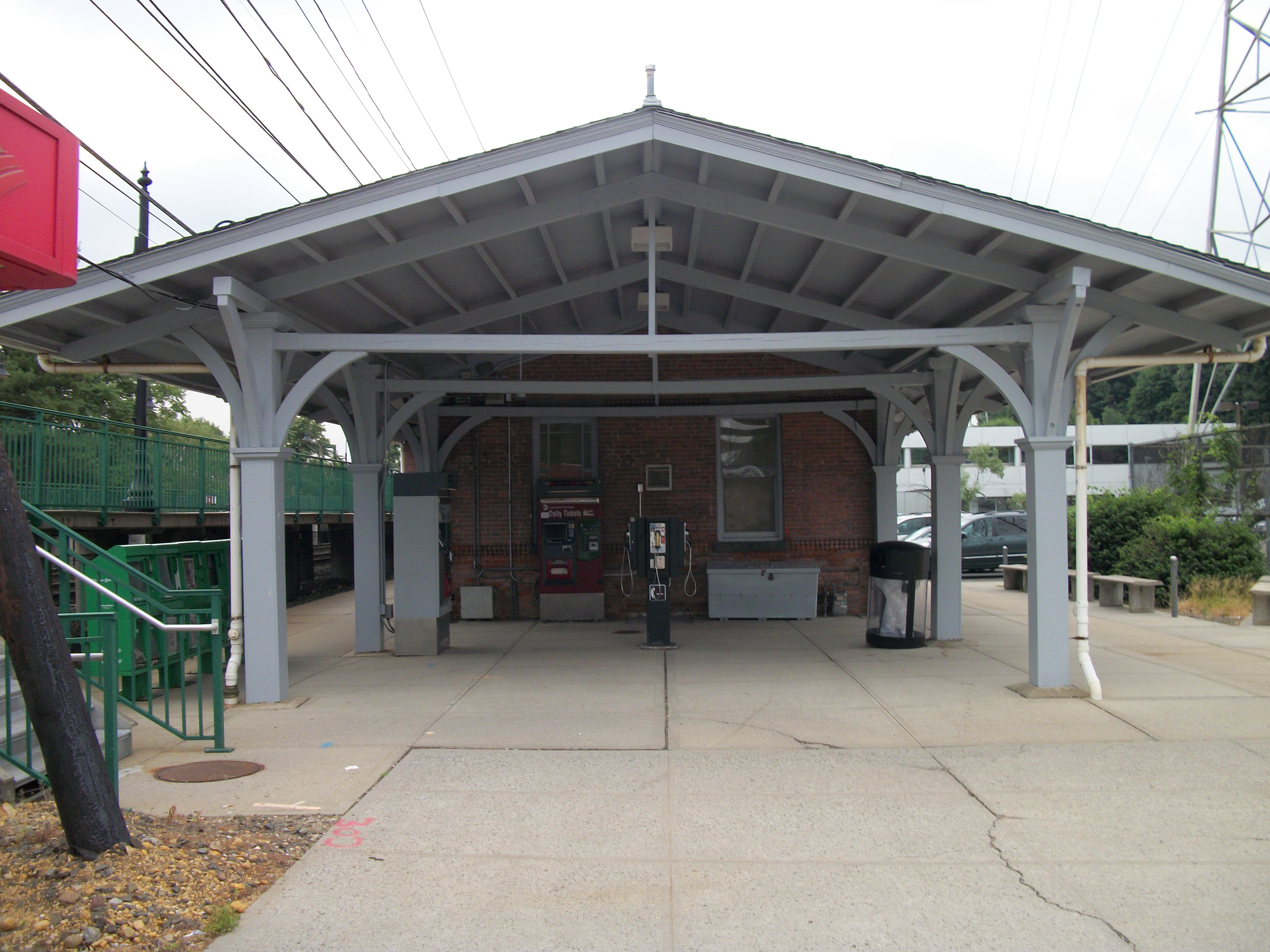
ロズリン駅から広がるキャノピー。以前は馬車を保護するために使用された。